# Weustenrade
Weustenrade (Limburgs: Geweustrao) is een klein landelijk gelegen Nederlands gehucht dat hoort bij Klimmen, onderdeel van de Zuid-Limburgse gemeente Voerendaal en de noordelijkste woonkern hierbinnen. Het inwonersaantal bedraagt circa 230.
De plaatsnaam komt voort uit woeste rode, hetgeen 'woeste ontginning' betekent. De eerste officiële vermelding van de plaats was in 1420.
Weustenrade ligt in het lager gelegen gedeelte van de gemeente, nabij de Geleenbeek in het Geleenbeekdal. Dwars door het plaatsje loopt een kleiner beekje genaamd de Luiperbeek, die nabij de monumentale Oliemolen van Weustenrade in de Geleenbeek uitmondt. Deze 17e-eeuwse watermolen is thans niet meer in gebruik en wordt bewoond. Het gehucht heeft een historisch straatbeeld met vele oude boerderijen, hoewel er zich ook veel bebouwing uit de laatste decennia bevindt. Aan de noordoostelijke zijde, aan de overzijde van de Geleenbeek, ligt hoger gelegen gebied met daarop de Heerlense buurtschap Ten Esschen en het gelijknamige verkeersknooppunt. De markante entree vanuit Klimmen/Voerendaal wordt gevormd door een pleintje met een Mariakapel, die er tussen 1955 en 1956 gebouwd is. De kapel heeft een klok die kan worden geluid.

## Foto's

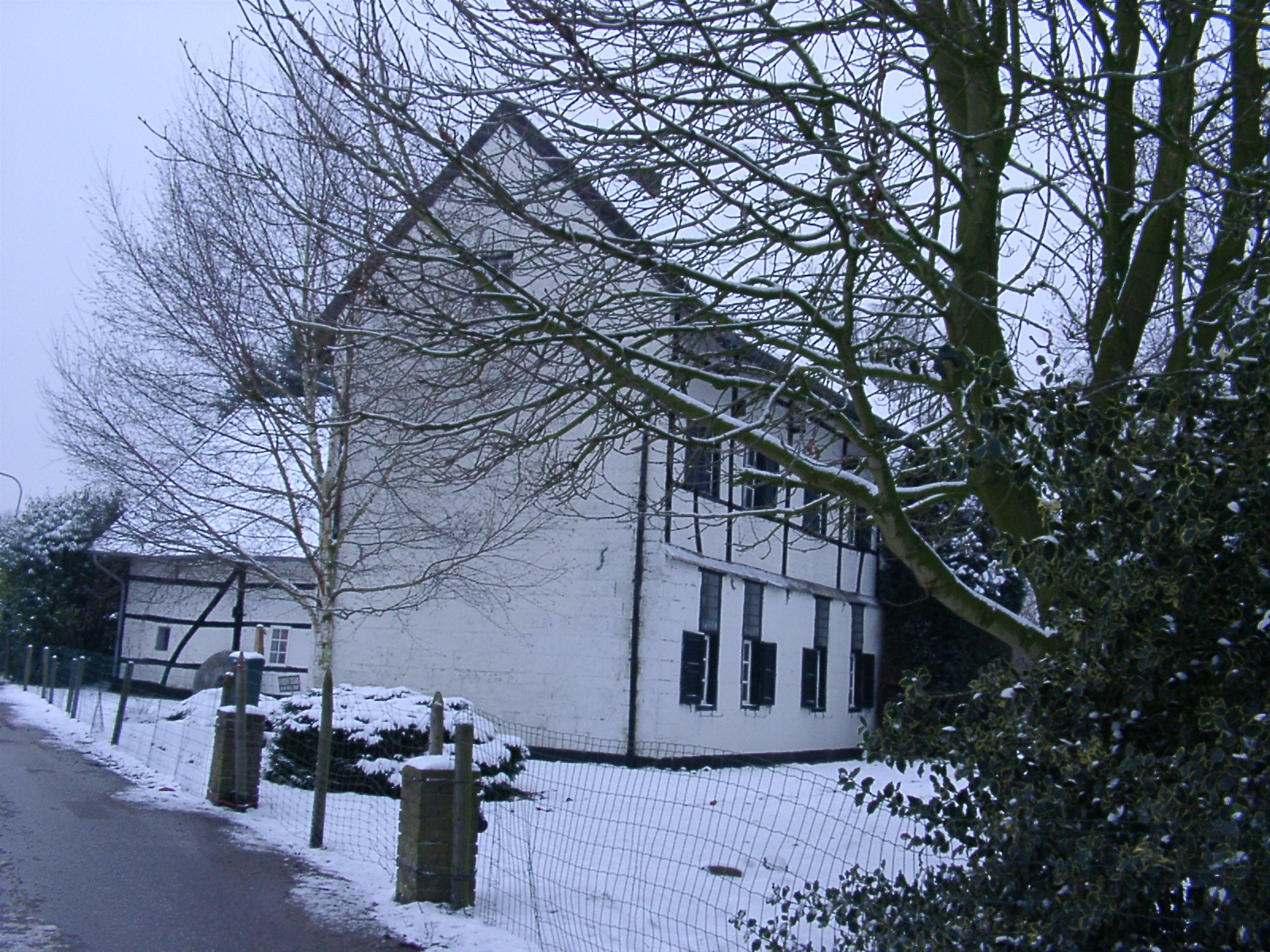
Oliemolen Weustenrade
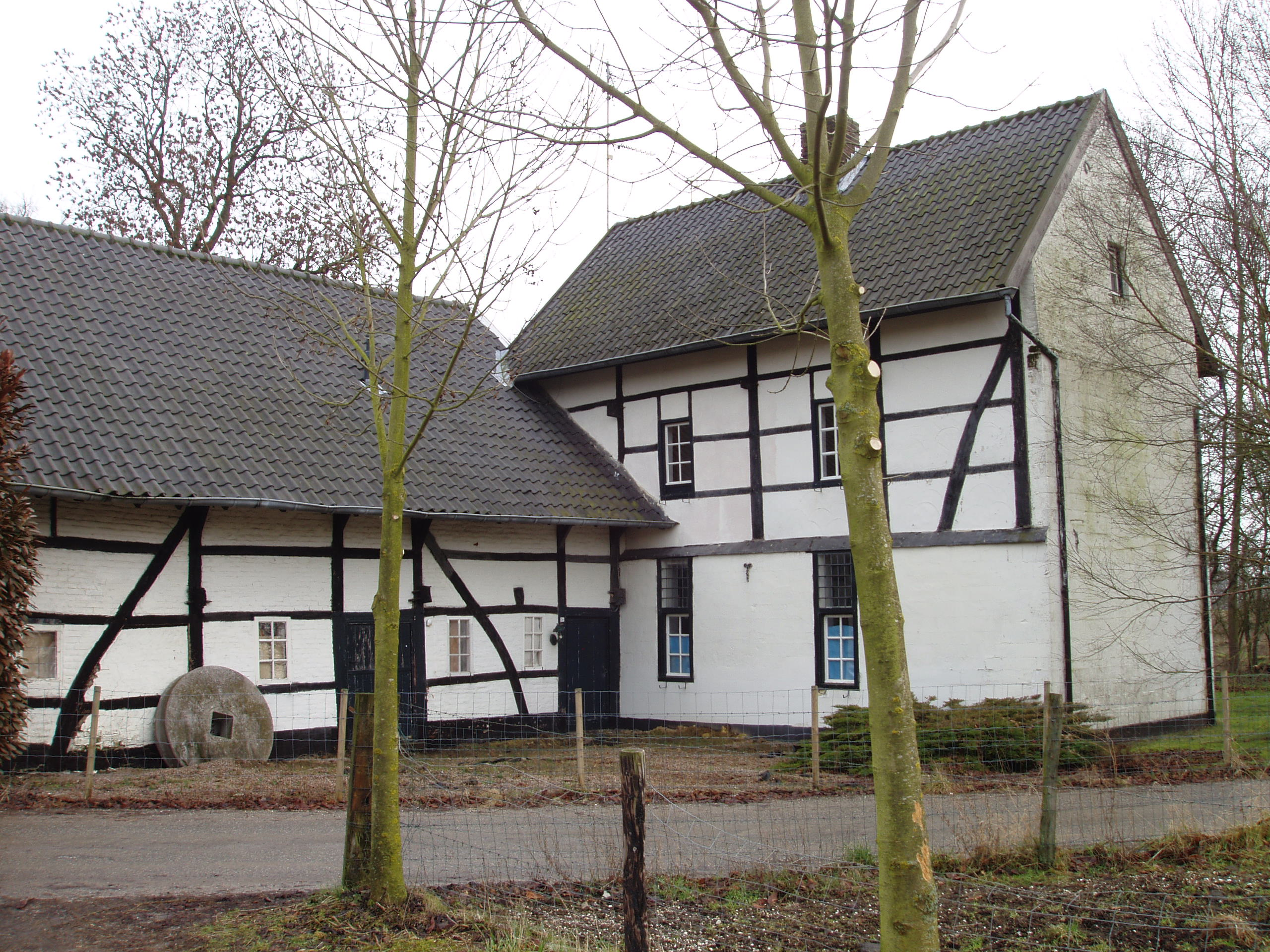
Idem
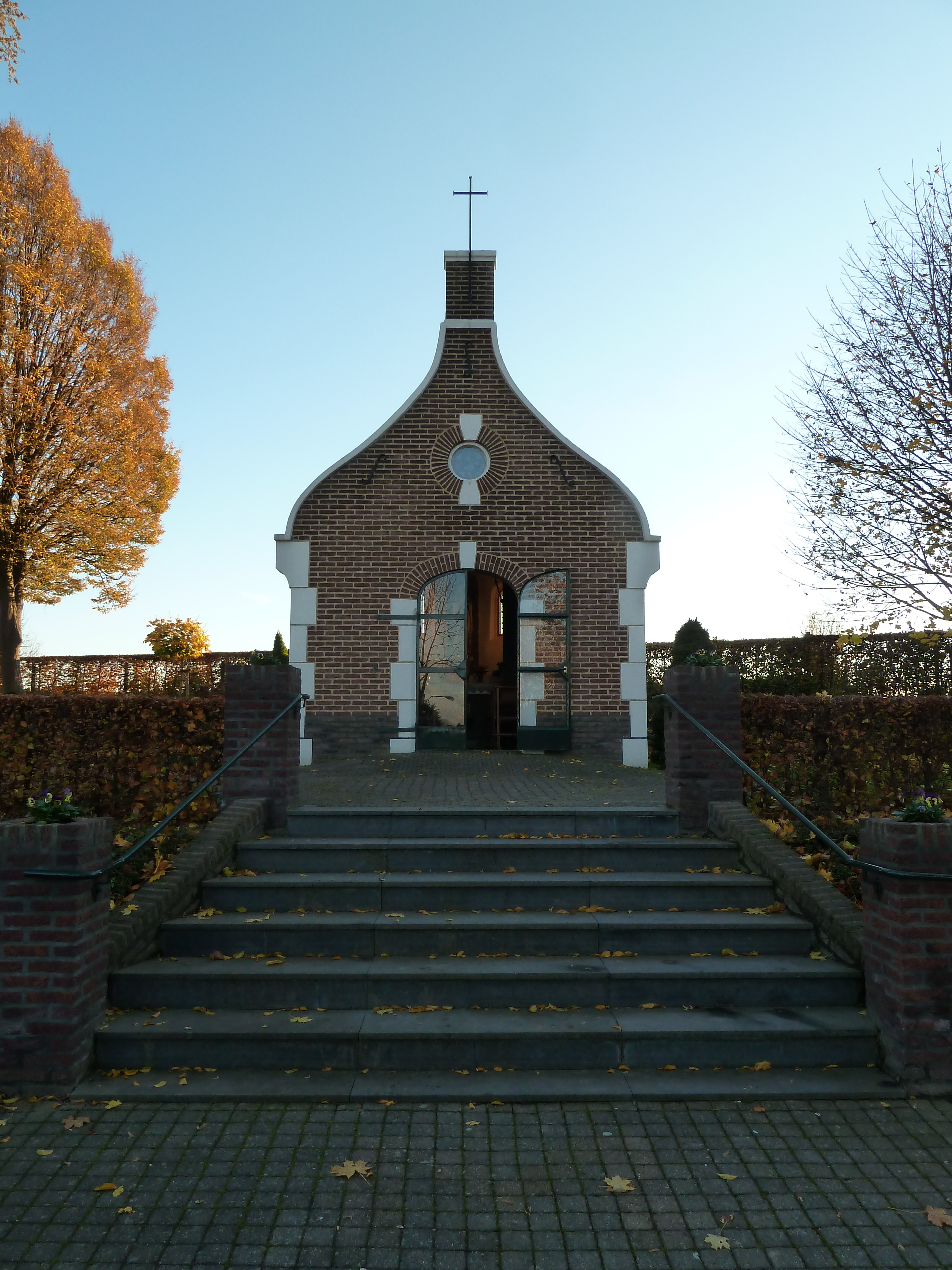
Mariakapel